# Тімеа Бабош
Тімеа Бабош (угор. Babos Tímea, 10 травня 1993) — угорська тенісистка, переможниця Відкритих чемпіонатів Австралії та Франції в парній грі, колишній лідер парного рейтингу WTA. 
Першу перемогу в турнірах WTA в одиночному розряді Бабош здобула на Monterrey Open 2012. 
На Відкритому чемпіонаті Австралії 2018 року Бабош разом із Крістіною Младенович із Франції виграла парний турнір, здобувши свій перший грендслем. Другий титул Великого шолома Бабош  і Младенович вибороли на Відкритому чемпіонаті Франції 2019. 
У 2018 році Бабош упродовж 13 тижнів очолювала парний рейтинг WTA.

## Значні фінали

### Фінали турнірів Великого шолома

#### Парний розряд 4 (2 титули)
| Результат | Рік  | Турнір          | Поверхня | Партнерка           | Супротивниці                    | Рахунок  |
| --------- | ---- | --------------- | -------- | ------------------- | ------------------------------- | -------- |
| Поразка   | 2014 | Wimbledon       | Трава    | Крістіна Младенович | Сара Еррані Роберта Вінчі       | 1–6, 3–6 |
| Поразка   | 2016 | Wimbledon       | Трава    | Ярослава Шведова    | Серена Вільямс Вінус Вільямс    | 3–6, 4–6 |
| Перемога  | 2018 | Australian Open | Хард     | Крістіна Младенович | Катерина Макарова Олена Весніна | 6–4, 6–3 |
| Перемога  | 2019 | French Open     | Ґрунт    | Крістіна Младенович | Дуань Інін Чжен Сайсай          | 6–2, 6–3 |

#### Мікст (0–1)
| Результат | Рік  | Турнір    | Поверхня | Партнер       | Супротивники                | Рахунок  |
| --------- | ---- | --------- | -------- | ------------- | --------------------------- | -------- |
| Поразка   | 2015 | Wimbledon | Трава    | Александр Пея | Леандер Паес Мартіна Хінгіс | 1–6, 1–6 |

### Прем'єрні обов'язкові/чільних 5

#### Парний розряд: 6 (2–4)
| Результат | Рік  | Турнір     | Поверхня | Партнерка           | Супротивниці                          | Рахунок            |
| --------- | ---- | ---------- | -------- | ------------------- | ------------------------------------- | ------------------ |
| Поразка   | 2014 | Цинциннаті | Хард     | Крістіна Младенович | Ракель Копс-Джонс Абігейл Спірс       | 1–6, 0–2 припинили |
| Перемога  | 2015 | Дубай      | Хард     | Крістіна Младенович | Гарбінє Мугуруса Карла Суарес Наварро | 6–3, 6–2           |
| Перемога  | 2015 | Рим        | Ґрунт    | Крістіна Младенович | Мартіна Хінгіс Саня Мірза             | 6–4, 6–3           |
| Поразка   | 2016 | Маямі      | Хард     | Ярослава Шведова    | Бетані Маттек-Сендс Луціє Шафарова    | 3–6, 4–6           |
| Поразка   | 2017 | Мадрид     | Ґрунт    | Андреа Главачкова   | Чань Юнцзань Мартіна Хінгіс           | 4–6, 3–6           |
| Поразка   | 2017 | Пекін      | Хард     | Андреа Главачкова   | Чань Юнцзань Мартіна Хінгіс           | 1–6, 4–6           |

## Фінали турнірів WTA

### Одиночний розряд: 8 (3 титули, 5 поразок)
| Легенда                |
| ---------------------- |
| Турніри Великого шлему |
| Турніри WTA 1000       |
| Турніри WTA 500        |
| Турніри WTA 250 (3–5)  |

| Фінали за покриттям |
| ------------------- |
| Тверде (3–3)        |
| Ґрунт (0–1)         |
| Трава (0–0)         |
| Килим (0–1)         |

| Результат | В-П | Дата     | Турнір                                  | Категорія     | Покриття   | Опонент             | Рахунок            |
| --------- | --- | -------- | --------------------------------------- | ------------- | ---------- | ------------------- | ------------------ |
| Перемога  | 1–0 | Лют 2012 | Monterrey Open, Мексика                 | International | Тверде     | Александра Каданцу  | 6–4, 6–4           |
| Поразка   | 1–1 | Тра 2015 | Гран-прі принцеси Лалли Мер'єм, Марокко | International | Ґрунт      | Еліна Світоліна     | 5–7, 6–7(3–7)      |
| Поразка   | 1–2 | Сер 2016 | Brasil Tennis Cup, Бразилія             | International | Тверде     | Ірина-Камелія Бегу  | 6–2, 4–6, 3–6      |
| Перемога  | 2–2 | Лют 2017 | Hungarian Ladies Open, Угорщина         | International | Тверде (i) | Луціє Шафарова      | 6–7(4–7), 6–4, 6–3 |
| Поразка   | 2–3 | Вер 2017 | Tournoi de Québec, Канада               | International | Килим (i)  | Алісон ван Ейтванк  | 7–5, 4–6, 1–6      |
| Поразка   | 2–4 | Вер 2017 | Tashkent Open, Узбекистан               | International | Тверде     | Катерина Бондаренко | 4–6, 4–6           |
| Перемога  | 3–4 | Лют 2018 | WTA Taiwan Open, Тайвань                | International | Тверде (i) | Катерина Байндль    | 7–5, 6–1           |
| Поразка   | 3–5 | Кві 2018 | Monterrey Open, Мексика                 | International | Тверде     | Гарбінє Мугуруса    | 6–3, 4–6, 3–6      |

### Парний розряд: 40 (27 титулів, 13 поразок)
| Легенда          |
| ---------------- |
| Grand Slam (4–4) |
| WTA Фінали (3–0) |
| WTA 1000 (2–5)   |
| WTA 500 (6–1)    |
| WTA 250 (12–3)   |

| Фінали за покриттям |
| ------------------- |
| Тверде (14–9)       |
| Ґрунт (10–2)        |
| Трава (2–2)         |
| Килим (1–0)         |

| Результат | В-П   | Дата     | Турнір                                        | Категорія     | Покриття   | Партнер                   | Опоненти                                 | Рахунок                 |
| --------- | ----- | -------- | --------------------------------------------- | ------------- | ---------- | ------------------------- | ---------------------------------------- | ----------------------- |
| Перемога  | 1–0   | Чер 2012 | Birmingham Classic, Велика Британія           | International | Трава      | Сє Шувей                  | Лізель Губер Ліза Реймонд                | 7–5, 6–7(2–7), [10–8]   |
| Поразка   | 1–1   | Січ 2013 | Hobart International, Австралія               | International | Тверде     | Менді Мінелла             | Гарбінє Мугуруса Марія Тереса Торро Флор | 3–6, 6–7(5–7)           |
| Перемога  | 2–1   | Лют 2013 | Copa Colsanitas Santander, Колумбія           | International | Ґрунт      | Менді Мінелла             | Ева Бірнерова Олександра Панова          | 6–4, 6–3                |
| Перемога  | 3–1   | Кві 2013 | Monterrey Open, Мексика                       | International | Тверде     | Дате Кіміко               | Ева Бірнерова Тамарін Танасугарн         | 6–1, 6–4                |
| Перемога  | 4–1   | Кві 2013 | Гран-прі принцеси Лалли Мер'єм, Марокко       | International | Ґрунт      | Менді Мінелла             | Петра Мартич Крістіна Младенович         | 6–3, 6–1                |
| Перемога  | 5–1   | Вер 2013 | Tashkent Open, Узбекистан                     | International | Тверде     | Ярослава Шведова          | Менді Мінелла Ольга Говорцова            | 6–3, 6–3                |
| Перемога  | 6–1   | Січ 2014 | Sydney International, Австралія               | Premier       | Тверде     | Луціє Шафарова            | Сара Еррані Роберта Вінчі                | 7–5, 3–6, [10–7]        |
| Поразка   | 6–2   | Лют 2014 | Open GDF Suez, Франція                        | Premier       | Тверде (i) | Крістіна Младенович       | Анна-Лена Гренефельд Квета Пешке         | 7–6(9–7), 4–6, [5–10]   |
| Поразка   | 6–3   | Кві 2014 | Monterrey Open, Мексика                       | International | Тверде     | Ольга Говорцова           | Дарія Юрак Меган Мултон-Леві             | 6–7(5–7), 6–3, [9–11]   |
| Перемога  | 7–3   | Кві 2014 | BMW Malaysian Open, Малайзія                  | International | Тверде     | Чжань Хаоцін              | Латіша Чжань Чжен Сайсай                 | 6–3, 6–4                |
| Поразка   | 7–4   | Лип 2014 | Вімблдонський турнір, Велика Британія         | Grand Slam    | Трава      | Крістіна Младенович       | Сара Еррані Роберта Вінчі                | 1–6, 3–6                |
| Поразка   | 7–5   | Сер 2014 | Мастерс Цинциннаті, США                       | Premier 5     | Тверде     | Крістіна Младенович       | Ракел Атаво Абігейл Спірс                | 1–6, 0–2 ret.           |
| Перемога  | 8–5   | Лют 2015 | Dubai Tennis Championships, UAE               | Premier 5     | Тверде     | Крістіна Младенович       | Гарбінє Мугуруса Карла Суарес Наварро    | 6–3, 6–2                |
| Перемога  | 9–5   | Тра 2015 | Marrakesh Grand Prix, Марокко (2)             | International | Ґрунт      | Крістіна Младенович       | Лаура Зігемунд Марина Заневська          | 6–1, 7–6(7–5)           |
| Перемога  | 10–5  | Тра 2015 | Мастерс Рим, Італія                           | Premier 5     | Ґрунт      | Крістіна Младенович       | Мартіна Хінгіс Саня Мірза                | 6–4, 6–3                |
| Поразка   | 10–6  | Бер 2016 | Відкритий чемпіонат Маямі з тенісу, США       | Premier M     | Тверде     | Ярослава Шведова          | Бетані Маттек-Сендс Луціє Шафарова       | 3–6, 4–6                |
| Поразка   | 10–7  | Лип 2016 | Wimbledon, Велика Британія                    | Grand Slam    | Трава      | Ярослава Шведова          | Серена Вільямс Вінус Вільямс             | 3–6, 4–6                |
| Поразка   | 10–8  | Сер 2016 | Brasil Tennis Cup, Бразилія                   | International | Тверде     | Река Луца Яні             | Людмила Кіченок Надія Кіченок            | 3–6, 1–6                |
| Перемога  | 11–8  | Січ 2017 | Sydney International, Австралія (2)           | Premier       | Тверде     | Анастасія Павлюченкова    | Саня Мірза Барбора Стрицова              | 6–4, 6–4                |
| Перемога  | 12–8  | Тра 2017 | Rabat Grand Prix, Марокко (3)                 | International | Ґрунт      | Андреа Сестіні Главачкова | Ніна Стоянович Марина Заневська          | 2–6, 6–3, [10–5]        |
| Поразка   | 12–9  | Тра 2017 | Мастерс Мадрид, Іспанія                       | Premier M     | Ґрунт      | Андреа Главачкова         | Латіша Чжань Мартіна Хінгіс              | 4–6, 3–6                |
| Перемога  | 13–9  | Вер 2017 | Tournoi de Québec, Канада                     | International | Килим (i)  | Андреа Главачкова         | Б'янка Андреєску Карсон Бренстін         | 6–3, 6–1                |
| Перемога  | 14–9  | Вер 2017 | Tashkent Open, Узбекистан (2)                 | International | Тверде     | Андреа Главачкова         | Хібіно Нао Оксана Калашникова            | 7–5, 6–4                |
| Поразка   | 14–10 | Жов 2017 | China Open, КНР                               | Premier M     | Тверде     | Андреа Главачкова         | Латіша Чжань Мартіна Хінгіс              | 1–6, 4–6                |
| Перемога  | 15–10 | Жов 2017 | Кубок Кремля, Росія                           | Premier       | Тверде (i) | Андреа Главачкова         | Ніколь Меліхар Анна Сміт                 | 6–2, 3–6, [10–3]        |
| Перемога  | 16–10 | Жов 2017 | Фінал WTA, Сінгапур                           | WTA Фінали    | Тверде (i) | Андреа Главачкова         | Кікі Бертенс Юганна Ларссон              | 4–6, 6–4, [10–5]        |
| Перемога  | 17–10 | Січ 2018 | Australian Open, Австралія                    | Grand Slam    | Тверде     | Крістіна Младенович       | Катерина Макарова Олена Весніна          | 6–4, 6–3                |
| Поразка   | 17–11 | Тра 2018 | Madrid Open, Іспанія                          | Premier M     | Ґрунт      | Крістіна Младенович       | Катерина Макарова Олена Весніна          | 6–2, 4–6, [8–10]        |
| Перемога  | 18–11 | Чер 2018 | Birmingham Classic, UK (2)                    | Premier       | Трава      | Крістіна Младенович       | Елісе Мертенс Демі Схюрс                 | 4–6, 6–3, [10–8]        |
| Поразка   | 18–12 | Вер 2018 | Відкритий чемпіонат США з тенісу, США         | Grand Slam    | Тверде     | Крістіна Младенович       | Ешлі Барті Коко Вандевей                 | 6–3, 6–7(2–7), 6–7(6–8) |
| Перемога  | 19–12 | Жов 2018 | WTA Фінали, Сінгапур (2)                      | WTA Фінали    | Тверде (i) | Крістіна Младенович       | Барбора Крейчикова Катержина Сінякова    | 6–4, 7–5                |
| Поразка   | 19–13 | Січ 2019 | Australian Open, Австралія                    | Grand Slam    | Тверде     | Крістіна Младенович       | Саманта Стосур Чжан Шуай                 | 3–6, 4–6                |
| Перемога  | 20–13 | Кві 2019 | Istanbul Cup, Туреччина                       | International | Ґрунт      | Крістіна Младенович       | Алекса Гуарачі Сабріна Сантамарія        | 6–1, 6–0                |
| Перемога  | 21–13 | Чер 2019 | Відкритий чемпіонат Франції з тенісу, Франція | Grand Slam    | Ґрунт      | Крістіна Младенович       | Дуань Їн'їн Чжен Сайсай                  | 6–2, 6–3                |
| Перемога  | 22–13 | Лис 2019 | WTA Фінали, КНР (3)                           | Фінали        | Тверде (i) | Крістіна Младенович       | Сє Шувей Барбора Стрицова                | 6–1, 6–3                |
| Перемога  | 23–13 | Січ 2020 | Australian Open, Австралія (2)                | Grand Slam    | Тверде     | Крістіна Младенович       | Сє Шувей Барбора Стрицова                | 6–2, 6–1                |
| Перемога  | 24–13 | Жов 2020 | French Open, Франція (2)                      | Grand Slam    | Ґрунт      | Крістіна Младенович       | Алекса Гуарачі Дезіре Кравчик            | 6–4, 7–5                |
| Перемога  | 25–13 | Кві 2024 | Open de Rouen, Франція                        | WTA 250       | Ґрунт (i)  | Ірина Хромачова           | Нейкта Бейнз Мая Ламсден                 | 6–3, 6–4                |
| Перемога  | 26–13 | Січ 2025 | Linz Open, Австрія                            | WTA 500       | Тверде     | Луїза Стефані             | Людмила Кіченок Надія Кіченок            | 3–6, 7–5, [10–4]        |
| Перемога  | 27–13 | Тра 2025 | Internationaux de Strasbourg                  | WTA 500       | Ґрунт      | Луїза Стефані             | Ґо Ханю Ніколь Меліхар                   | 6–3, 6–7(3–7), [10–7]   |